# Park Chung-hee
Park Chung-hee (hangul: 박정희, hanja: 朴正熙, romanisering: Pak Chŏnghŭi, revideret romanisering: Bak Jeonghui, født 14. november 1917 i Gumi, Japansk Korea død 26. oktober 1979 i Seoul Republikken Korea) var en sydkoreansk officer og politiker. Han havde baggrund som general i Sydkoreas hær, og tog magten i Sydkorea ved et militærkup i 1961. Park var præsident frem til, at han blev myrdet af efterretningsleder Kim Jae Kyu i 1979.
Park har fået æren for, at landet oplevede en voldsom modernisering og økonomisk vækst gennem eksportorienteret industrialisering. Sydkorea var blandt verdens fattigste lande efter Koreakrigen 1950–1953 og regnes i dag som en af de fire tigerøkonomier. Samtidig var Parks regime et autoritært diktatur, og der forekom fængslinger, tortur og drab på politiske modstandere. Parks regime blev særlig autoritært efter 1971. Regimet er også blevet beskrevet som konservativt og statskorporativistisk eller fascistisk. Han er også blevet kritiseret for at have kæmpet på japansk side under 2. verdenskrig.
I 1999 blev han (sammen med den nordkoreanske leder Kim Il-sung) kåret til én af 1900-tallets ti største asiater af Time.

## Baggrund og militærkarriere
Park Chung-hee blev født den 30. september 1917 i byen Gumi i provinsen Nord-Gyeongsang under Japans kolonisering af Korea. Hans japanske navn var Takagi Masao (japansk: 高木正雄). Han var søn af Park Seong Bin og Baek Nam Hui, som var henholdsvis 46 og 45 år gamle ved sønnens fødsel, og var den yngste søn i en søskendeflok på seks. Familien var en ordinær og lidet betydningsfuld del af Goryeong Bak-klanen og levede en tilværelse som fattige landbrugere. Park Chung-hee var troende buddhist.
Park Chung-hee blev i 1932 optaget som student ved lærerseminaret i Daegu, for at blive folkeskolelærer. Efter fem års studier bestod han i 1937 eksamen med topkarakterer. Hans ungdomsår faldt sammen med Japans invasion af Kina, som begyndte med Mukden-episoden i 1931 og kulminerede med udbruddet af den anden kinesisk-japanske krig i 1937. Efter studierne underviste Park i flere år i Mungyeong, hvor skolen nu er bevaret som et museum.
I april 1940 blev Park immatrikuleret ved Manchukuos kejserlige armés akademi i Manchukuo, og han fuldførte sin militære uddannelse med topkarakterer i 1942. Han blev umiddelbart udvalgt til officerskursus ved Japans kejserlige armés krigsskole i Japan. Efter at være blevet den tredje bedste elev i sin klasse blev han forfremmet til løjtnant i Manchukuos kejserlige armés 8. infanteridivision, hvor han var tjenestegørende i resten af 2. verdenskrig.
Efter krigen fortsatte han som officer i det sydkoreanske militær. Han blev udvist fra militæret i 1948, da han blev anklaget for at have deltaget i en kommunistisk celle. Skønt Park var medlem af Sydkoreas arbejderparti på dette tidspunkt, blev der aldrig fundet bevis for nogen deltagelse i en sådan celle i militæret. Under Koreakrigen blev han genoptaget i militæret og blev ekspert i logistik. Han fik et års amerikansk specialtræning ved Fort Sill i Oklahoma. Park steg jævnt i graderne i Sydkoreas hær og blev til sidst udnævnt til generalløjtnant i foråret 1961.
Park giftede sig i 1937 med Kim Ho Nam, men ægteskabet blev siden opløst i 1949. De fik datteren Park Jae Ok sammen. I 1950 giftede han sig med Yuk Young Soo, som han fik døtrene Park Geun-hye (født 1952), Park Seo Yeong (født 1954) og sønnen Park Ji Nan (født 1958) med. I et attentat mod ægtefællen i 1974 blev Yuk ramt ved et uheld og døde senere samme dag, mens Park var uskadt. Parrets ældste datter, Park Geun-hye, blev valgt til landets første kvindelige præsident i 2012.

## Sydkoreas statsleder 1961–1979

### Vej til magten
Sydkoreas første præsident, Syngman Rhee, blev tvunget til at gå af den 26. april 1960. Dette var en direkte konsekvens af en studenterledet opstand mod det autoritære styre den 19. april, den såkaldte Aprilrevolution. Et nyt regime blev indsat den 13. august, men dette blev blot en kortvarig periode med parlamentarisk styre i Sydkorea med præsident Yun Bo-seon som en marionet. Den virkelige magt lå hos statsminister Chang Myon. Yun og Chang fulgte ikke viljen hos flertallet i Koreas demokratiske parti og var ikke enige om sammensætningen af regeringen. Chang forsøgte at holde den vaklende koalitionsregering samlet ved at lave ændringer i dens sammensætning tre gange på fem måneder.
I mellemtiden kæmpede myndighederne med en økonomi, som havde været dårligt ledet i årevis, korruption i statsapparatet og fortsat demonstrerende studenter. Inflationen var høj, og arbejdsløsheden lå over 23 %. Studenterne trak jævnlig ud i gaderne med krav om politiske og økonomiske reformer. Lov og orden blev ikke opretholdt, efter som politiet kæmpede med sin indre justits og havde mistet offentlighedens respekt efter mange år som præsident Rhees redskab. En tilsyneladende handlingslammelse gjorde også, at Koreas demokratiske parti mistede støtte i opinionen.
Sydkoreas hær var en av verdens største i samtiden med 600.000 soldater, og man oplevede en omfattende fraktionsdannelse. Yngre officerer opponerede mod ældre officerer, som de mente var bundet af partipolitik. Modviljen blev ikke dæmpet af en konsolidering af magten blandt de ældre officerer efter Koreakrigen. Fraktionerne var også knyttede til regionale skillelinjer og de ulige militærakademier i Japan, Manchuriet og Korea. Som ung officer af høj rang og med baggrund fra alle de tre militærakademier fik Park et unikt udgangspunkt for at danne en alliance af kupmagere. Høsten 1960 gik en gruppe oberster under ledelse af Kim Jong Pil sammen om at kræve forsvarslederens afgang og fik indsat en ligesindet, generalløjtnant Chang Do Yong.
Den 16. maj 1961 ledede Park et militærkup, som i det store og hele blev godt modtaget af en befolkning, som var træt af politisk kaos. Mens statsminister Chang gjorde modstand mod kuppet, stillede præsident Yun sig ved militærjuntaens side og forlangte, at de amerikanske og hjemlige styrker lod kupmagerne overtage magten. For at forhindre et modkup samt fjerne alle potentielle fjender blev Det koreanske efterretningsvæsen (Skabelon:Andet sprog) etableret den 19. juni. Efterretningsvæsenet fik ikke kun myndighed til at foretage efterforskning men også til at arrestere og fængsle. Efterretningsvæsenet udvidede sin magt til økonomiske og udenrigspolitiske spørgsmål under sin første direktør, oberst Kim Jong-pil, en slægtning til Park og en af de oprindelige planlæggere af kuppet.
Præsident Yun fortsatte i sin stilling for at sikre regimet legitimitet, men gik af den 24. marts 1962. Park var viceformand i Det øverste råd for national genopbygning fra 16. maj 1961 og overtog som formand efter forsvarschef Chang Do Yong den 3. juli samme år, og sad således med den reelle magt. Efter Yuns fratræden blev han fungerende præsident og forfremmet til general. Park var også statsminister fra den 18. juni til den 10. juli 1962. Efter påtrykninger fra USA og præsident John F. Kennedy sagde Park sig villig til at genindføre civilt styre. Som kandidat for det nydannede demokratisk-republikanske parti vandt Park en kneben sejr over Yun, kandidat for Civilstyrepartiet, og tiltrådte som præsident den 17. december 1963. Park blev genvalgt i 1967, da han igen slog Yun med en kneben sejr.

### Magtmidler
Grundloven af 1963 tillod ikke præsidenten at sidde længere end to perioder sammenhængende, og Park Chung-hee udtalte i 1967, at han ville gå af fire år senere, men fik ændret grundloven. Ved præsidentvalget i 1971 blev Park udfordret af den senere præsident Kim Dae Jung. Valgkampen var problematisk, Park blev beskyldt for valgfusk, og Kim fik til sidst 46 % af stemmerne. Gyldigheden af Parks knappe valgsejr er fortsat omdiskuteret. Efter valget erklærede Park undtagelsestilstand grundet de uroligheder, som herskede internationalt.
I oktober 1972 afsatte han nationalforsamlingen og tilsidesatte grundloven. I december blev en ny grundlov vedtaget, og i praksis legitimerede den hans diktatur. Trækket var inspireret af Ferdinand E. Marcos på Filippinerne. Park frygtede Kim Dae Jungs politiske potentiale og ændrede valgsystemet således, at den siddende præsident kunne få kontrol over et indirekte valg, og Park blev uden modkandidat valgt til præsident for seksårsperioder i 1972 og 1978.
Foruden afskaffelse af valgdemokratiet tog Park midler som undtagelsestilstand og krigslove i brug. Ytringsfriheden blev regelmæssigt indskrænket, og pressen var stærkt censureret. Imod den politiske opposition brugte regimet vold, trusler, fængslinger, tortur og tillige likvideringer. Han udøvede også kontrol over universiteterne og retsvæsenet. Park hævdede, at alle tiltagene var nødvendige for at bekæmpe kommunismen.
I takt med Parks stadigt mere autoritære lederstil forekom demonstrationer, særlig i slutningen af 1970-årene. En demonstration, som virkelig svækkede Parks popularitet, var den såkaldte Pu-Ma-opstand. Den 16. oktober 1979 demonstrerende studenter i Busan mod diktaturet og indtog bygaderne. Der var sammenstød mellem studenter og oprørspoliti hele dagen, og samme aften samlede omkring 50.000 mennesker sig foran byens rådhus. Efter, at flere offentlige kontorer var blevet angrebet, og rundt 400 demonstranter arresterede, tog myndighederne krigslove i brug i Busan den 18. oktober. Samme dag spredte protesterne sig til Masan. Tilsammen demonstrerede omkring 10.000, mest studenter og arbejdere, mod regimet. De angreb politistationen og Det demokratisk-republikanske partis kontorer i byen, og myndighederne indførte portforbud.

### Økonomisk politik
Park var central i arbejdet med at genrejse den sydkoreanske økonomi gennem eksportorienteret industrialisering. Rhees økonomiske politik havde i høj grad været funderet på import. Da Park kom til magten i 1961, var Sydkoreas bruttonationalprodukt per indbygger blot 72 amerikanske dollar. Nordkorea havde det økonomiske og militære overtag på sit naboland i syd. Nordkoreas vækst skyldtes i høj grad kraftværker og kemiske anlæg, som var blevet opførte af japanerne før 2. verdenskrig, men også den økonomiske, tekniske og finansielle bistand, som landet fik fra andre kommuniststater, såsom Sovjetunionen, Østtyskland, Polen og Folkerepublikken Kina.
Som soldat havde Park observeret virkningerne af japanske investeringer i infrastruktur og tungindustri i Manchukuo. Han søgte at tiltrække japanske investeringer til Sydkorea og normaliserede det diplomatiske forhold mellem Sydkorea og Japan ved en gensidig aftale i 1965, Traktat om basisrelationer mellem Japan og Republikken Korea. Målet var at udvikle økonomien bort fra forbrugsvareproduktion og let industri til tung industri, kemisk industri og egenproduktion af varer, som kunne erstatte import.
Mange sydkoreanere satte spørgsmålstegn ved Parks politik, som var ret upopulær grundet Japans tidligere besættelse af Korea. Blandt målene, som Park satte for infrastrukturen, var, at alle dele af landet skulle kunne nås på én dagsrejse, hvilket vakte international opmærksomhed, og den strategisk vigtige motorvej mellem Seoul og Busan blev et led i dette. Han igangsatte også store dæmnings- og reguleringsprojekter i tilknytning til større floder i landet. Det fremmeste eksempel på en vellykket, statsejet virksomhed initieret af Park er stålgiganten POSCO, som blev etableret i 1968. En tidligere kollega af Park fra militæret, Park Tae Joon, blev sat til at lede virksomheden.
Park lykkedes med sin strategi og tiltrak japansk kapital og teknologi samtidig, som landet modtog amerikansk bistand. Sydkoreas tungindustri og infrastruktur blev bragt på fode på bemærkelsesværdig kort tid. Regeringens industripolitik opmuntrede til nye investeringer, og de familieejede industrikonglomerater, chaebolerne (Skabelon:Andet sprog), blev garanterede lån. På denne måde fik chaebolerne en nøglerolle i udviklingen af nye industrier, markeder og eksportrettet produktion.
Regeringen var afhængig af chaebolernes ideer, ledere og produktionskapacitet. Park havde anklaget mange ledere i næringslivet for korruption, da han kom til magten, men disse endte med at betale en bod til myndighederne således, at samarbejdet mellem næringsliv og regering kunne fortsætte. Eksportværdien voksede fra 100 millioner amerikanske dollar i 1964 til 10 milliarder i 1977. En bivirkning af den økonomiske politik var en tilsvarende udvikling af monopoler og oligarker, og man fik en koncentration af magt og økonomiske ressourcer på få selskaber. Under Park blev både Handels- og industriministeriet, Finansministeriet og Rådet for økonomisk planlægning oprettede.

### Udenrigspolitik
Anti-japanske holdninger var højst udbredte i befolkningen. Traktat om basisrelationer mellem Japan og Republikken Korea af 1965 mødte derfor modvilje, og Park blev kritiseret for ikke at kræve kompensation for fortidens overgreb mod enkeltpersoner. Sydkorea modtog 800 millioner amerikanske dollar i garantier og lån som kompensation. I 1960-erne holdt Park flere taler, hvor han anklagede Den britisk-japanske alliance af 1902 og Det britiske imperium generelt for at være årsag til Japans okkupation af Korea.
På forespørgsel fra USA sendte Parks regering omkring 320.000 sydkoreanske soldater til Vietnamkrigen, hvor de kæmpede på amerikansk og sydvietnamesisk side. Det sydkoreanske landkontingent var det næst største, kun overgået af det amerikanske. Parks begrundelse for det militære bidrag var at varetage den militære alliance med USA, forhindre videre udbredelse af kommunismen i Østasien, samt styrke Sydkoreas internationale omdømme. Dette var også i tråd med dominoteorien.
Da nationalforsamlingen vedtog at sende et større militært bidrag i januar 1965, udtalte Park, at det var "på tide for Sydkorea at gå væk fra en passiv position, hvor man modtager hjælp eller oplever indblanding udefra, og indtage en rolle, hvor man tager ansvar i store internationale spørgsmål." Sydkoreanere i tjeneste i Vietnam blev lønnede af USA, og lønningerne blev sendt tilbage til Sydkorea som migrantoverføringer. Som modydelse for det militære bidraget fik Sydkorea også flere milliarder dollar i overførsler, lån, subsidier, teknologi og markedsfordele fra USA under præsidenterne Lyndon B. Johnson og Richard Nixon.
For amerikanerne fremstod Park ikke som den mest pålidelige allierede, efter som hans agenda var formet af Sydkoreas behov til enhver tid, ikke ideologiske spørgsmål som menneskerettigheder eller frihandel. Hans behandling af politisk opposition blev følgelig et diplomatisk problem. Han var ukendt for amerikanerne, da han tog magten i 1961, og hans japanske militære baggrund og angivelige kommunistiske forbindelser var ikke videre tillidsvækkende. Park var på sin side drevet af en stærk patriotisme og havde en dybt indprentet skepsis mod udlændinge.

## Attentat og død
Han blev forsøgt dræbt af nordkoreanske agenter den 21. januar 1968 og 15. august 1974. Ved den første anledning blev attentatet afværget, men det kostede 29 nordkoreanere, 26 sydkoreanere og 4 amerikanere livet. I 1974 holdt Park en tale i nationalteateret, og en formodet nordkoreansk agent, Mun Se Gwang, løsnede skud fra første række. Park blev ikke ramt, men hans kone, Yuk Young-soo, og en korpige blev ramt ved et uheld og døde samme dag. Park fortsatte sin tale, mens hans døende kone blev båret væk fra scenen. Han udtalte senere, at han ofte havde tænkt på, at ægtefællen kunne have været i live, dersom han ikke havde stillet op til genvalg i 1971.
Den 26. oktober 1979 blev Park skudt og dræbt af generalløjtnant Kim Jae Kyu, direktør for efterretningstjenesten. Kim hævdede, at Park var en hindring for demokrati, og at drabet var begået i patriotisk henseende. Efter, at Kim havde skudt præsidenten og chefen for hans livvagter, dræbte Kims agenter yderligere fire af præsidentens livvagter før, at gruppen blev standset. Episoden bliver vanligvis anset som enten en spontan handling af personlig karakter eller som en del af et planlagt kup fra efterretningstjenestens side. Kim blev dømt til døden for drabet og blev hængt den 24. maj 1980.
Park Chung-hee er gravlagt på Seoul nationale kirkegård ((koreansk)).